# قلعه فرادنبه
قلعه فرادنبه قلعه‌ای مربوط به سال ۱۲۷۹ ه‍.ق است در شهر فرادنبه است و در تاریخ ۱۸ اسفند ۱۳۸۷ با شمارهٔ ثبت ۲۵۳۶۷ به‌عنوان یکی از آثار ملی ایران به ثبت رسیده است.

## زمان ساخت
رضا قلی خان ایل بیگی،پدر ضرغام السلطنه در زمان حکومت خود، در این محل قلعه‌ای می‌سازد که به قلعه کهنه معروف است.
پس از رضاقلی خان، پسرش ابراهیم خان ضرغام السلطنه، خانِ فرادنبه، قلعه‌ای در کنار قلعه کهنه می‌سازد که به قلعه ضرغام السلطنه معروف است. زمان ساخت این قلعه به سال ۱۲۷۹ ه‍.ق بازمی‌گرد.
قلعه ضرغام السلطنه بختیاری، تنها قلعه بازمانده در بین قلعه‌های استان چهارمحال و بختیاری است که با قدمت ۱۵۴ سال، همچنان با سردری که همه ویژگی‌های یک سردرب منحصر به فرد را دارد، باقی مانده است.